# El Verger
El Verger è un comune spagnolo di 4 839 abitanti situato nella comunità autonoma Valenciana.